# ساحل بلز، ویکتوریا
ساحل بلز (به انگلیسی: Bells Beach) یک شهرک و ساحل در استرالیا است که در ویکتوریا (استرالیا) واقع شده‌است.